# Линдхардт, Туре
Туре Линдхардт (род. 24 декабря 1974) — датский киноактёр.

## Биография
Линдхардт родился в Копенгагене и вырос в Роскилле. Он сын министра Могенса Линдхардта. В возрасте 12 лет он получил роль в фильме «Пелле-завоеватель».
Линдхардт учился в актёрской школе в Оденсе, которую окончил в 1998 году, а затем его взяли на роли в театральной и телевизионной продукции на датском языке. Прорыв в его карьере произошел 2000 году, в экранизации. Его роль мальчика-аутиста Брайана принесла Линдхардту положительные отзывы.
Он также участвовал в озвучивании иностранных фильмов (Гарфилд, Астерикс и Обеликс, Herbie: Fully Loaded) и снимался в музыкальных клипах датской группы, в частности — A FRIEND IN LONDON — What a Way.
С тех пор он сыграл в многих различных фильмах и сериалах, в числе которых фильмы В диких условиях, К чему помыслы о любви?, Sugar Rush и другие.
Линдхардт говорит по-немецки. Поэтому у него было несколько ролей в немецких сериалах.
Также он сыграл одну из главных ролей в фильме «Пока горят огни», премьера которого состоялась на кинофестивале Сандэнс в январе 2012 года.

## Кино
- Пелле-завоеватель (Pelle erobreren, 1987)
- Место поблизости (дат. Her i nærheden, 2000)
- АДним рождественским днем (One Hell of a Christmas, 2002)
- Слим Слэм Слам (Slim Slam Slum, 2002)
- К чему помыслы о любви? (Was nützt die Liebe in Gedanken, 2004)
- Северная сила (Nordkraft, 2005)
- Неприкаянные души (Bag det stille ydre, 2005)
- Грабители (Pistoleros, 2007)
- В диких условиях (Into the Wild, 2007)
- Дэйзи Бриллиант (Daisy Diamond , 2007)
- Reise nach Amerika (2008)
- Пламя и Цитрон (Flammen & Citronen, 2008)
- Синие человечки (Blå mænd, 2008)
- Маленький солдат (Lille Soldat, 2008)
- Ангелы и демоны (Angels & Demons, 2009)
- Дикие лебеди (фильм, 2009) (De vilde svaner, 2009)
- Братство (Broderskab, 2009)
- Julefrokosten (2009)
- Правда о мужчинах (Sandheden om mænd, 2010)
- Остров (The Island, 2011)
- Каннибал-лунатик (Eddie: The Sleepwalking Cannibal, 2011)
- Пока горят огни (Keep the Lights On, 2012)
- 3096 дней (2013)
- Форсаж 6 (Fast & Furious 6, 2013)
- Несмотря на падающий снег (Despite the Falling Snow, 2014)
- Последнее королевство (The Last Kingdom) — 2-й сезон (2017)
- Мост (Bron / Broen) — 3-й и 4-й сезоны (2015—2018)